# Trondhjemita

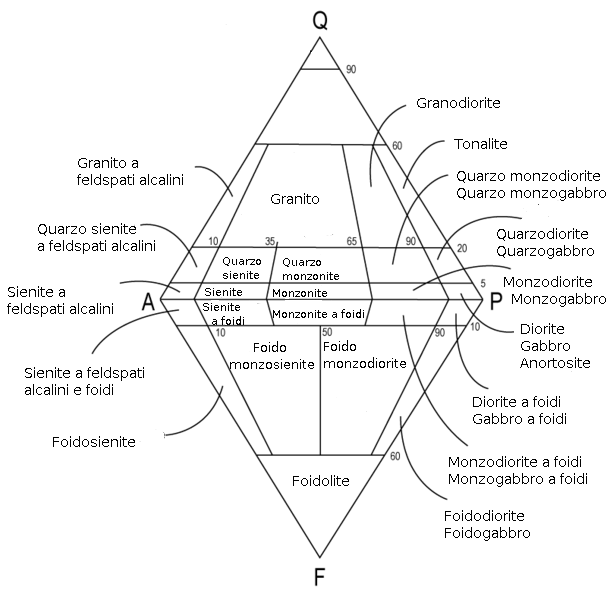
Diagrama QAPF per a la classificació de les roques plutòniques.

La tronhjemita és una roca plutònica composta de quars i plagioclasa amb quantitats menors de biotita. Les trondhjemites es formen a grans profunditats a l'escorça terrestre. La trondhjemita és una "leucotonalita" (dominada per minerals clars) i es considera una varietat especial de tonalita caracteritzada pel fet de no tenir hornblenda.
S'extreu de pedreres per al seu ús com a roca ornamental i es ven com a "granit blanc". El nom de la roca va ser encunyat per Victor Goldschmidt el 1916 i fa referència a la ciutat noruega de Trondheim.